# Maud Nathan

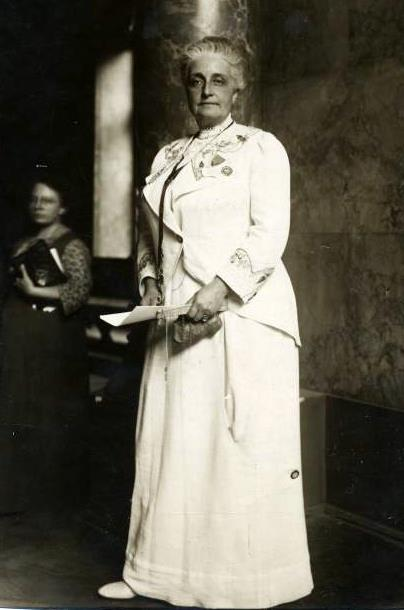
Maud Nathan (1913)

Maud Nathan (geboren am 20. Oktober 1862 in New York City; gestorben am 15. Dezember 1946 ebenda) war eine US-amerikanische Sozialreformerin und Suffragette.

## Leben
Maud Nathan wurde im Herbst 1862 in New York City in eine sephardisch-orthodoxe jüdische Familie geboren. Ihr Vater Robert Weeks Nathan war ein erfolgreicher Unternehmer, dessen Ahnen bereits zu Kolonialzeiten nach Amerika eingewandert waren. Ihre Schwester Annie Nathan (1867–1951), verheiratete Meyer, gründete später das Barnard College. Zu ihren Cousins gehörten die Dichterin Emma Lazarus (1849–1887) und der Jurist Benjamin N. Cardozo (1870–1938). Nathan wuchs wohlbehütet auf und besuchte in New York City Privatschulen, ehe ihr Vater finanziell heftige Verluste machte und die Familie daher nach Green Bay im US-Bundesstaat Wisconsin zog, wo Nathan an einer öffentlichen High School ihren Schulabschluss machte. 1880 heiretate sie ihren Cousin, den Aktienmakler Frederick Nathan, und zog wieder nach New York City; ein Sommerhaus unterhielt das Ehepaar in Saratoga Springs. Zunächst hauptsächlich im Gesellschaftsleben aktiv, wandte sich Nathan in den 1890er Jahren zunehmend der Reformarbeit zu, insbesondere nach dem Tod ihres einzigen Kindes 1895. Unter anderem gab sie Englischunterricht für fremdsprachliche Kinder im Rahmen der Hebrew Free School Association, war an der Leitung der Schwesternschule des Mount Sinai Hospital beteiligt und trat in den 1890er Jahren dem lokalen Ableger der National Council of Jewish Women bei, einer jüdischen Frauenrechtsorganisation. Derweil besuchte sie die traditionsreiche sephardisch-orthodoxe Gemeinde Shearith Israel, wo sie sich als Präsidentin der Frauenvereinigung engagierte.
Ein Schwerpunkt von Nathans Aktivitäten lag ab den 1890er Jahren im 1891 gegründeten New Yorker Lokalverband der National Consumers League, einer Verbraucherorganisation, die sich für angemessene Arbeitsbedingungen und -rechte für Arbeiter starkmachte. Unter anderem leistete die Organisation politische Lobbyarbeit und stellte eine Positivliste mit arbeiterfreundlichen Unternehmen und Geschäften auf. Ein gewisser Fokus lag auf den Arbeiterrechten von Frauen. Von 1897 bis 1917 stand Nathan dem New Yorker Lokalverband als Präsidentin vor, ab 1898 gehörte sie auch dem Vorstand der nationalen Liga an. Später engagierte sie sich verstärkt in der Suffragettenbewegung und leitete einige lokale Kampagnen für die Erlangung des Frauenwahlrechts. Insbesondere bemühte sich Nathan um die Eingliederung jüdischer Frauen in die Suffragettenbewegung. 1913 reiste sie als Delegierte auf dem Treffen der International Alliance of Women nach Budapest. Im gleichen Jahr wurde sie vom New York Herald mit einem Preis für den besten Leserbrief in Unterstützung der Suffragettenbewegung ausgezeichnet. Nach dem Tod ihres Ehemannes 1919 unternahm Nathan mit einer Freundin diverse Auslandsreisen und unterhielt ein Sommerhaus in Litchfield im US-Bundesstaat Connecticut. In den folgenden Jahren zog sie sich zunehmend aus allen aktiven Rollen in den Reformorganisationen zurück. 1926 legte sie mit The Story of an Epoch-Making Movement eine Geschichte der National Consumers League vor; 1933 publizierte sie unter dem Titel Once Upon a Time and To-day ihre Autobiografie, in der sie ihren Aktivismus und ihr Reformstreben auf ihre jüdische Erziehung zurückführte. Ihren Vorlass gab sie 1944 an die Schlesinger Library an der Harvard University. Nathan starb Ende 1946 im Alter von 84 Jahren in New York City.

## Veröffentlichungen
- The Story of an Epoch-Making Movement. Mit einleitenden Worten von Newton D. Baker, Mary Anderson und Edward A. Filene. Doubleday, Page & Company, Garden City 1926.
- Once upon a Time and To-Day. G. P. Putnam’s Sons, New York 1933.